# At the Drive-In
At the Drive-In (ATDI) je americká post-hardcore hudební skupina. Byla založena 1993 v El Pasu v Texasu. Kapela fungovala do roku 2001. Po rozpadu ATDI její členové založili hudební skupiny The Mars Volta a Sparta. Roku 2012 byla obnovena, avšak později znovu přestala vystupovat. Počínaje rokem 2016 je opět aktivní.

## Členové
Současní
- Cedric Bixler-Zavala – zpěv, kytara, melodika, perkuse (1993–2001, 2012, 2016–dosud)
- Omar Rodríguez-López – baskytara, kytara, doprovodné vokály, tamburína (1996–2001, 2012, 2016–dosud)
- Paul Hinojos – baskytara (1996–2001, 2012, 2016–dosud)
- Tony Hajjar – bicí (1996–2001, 2012, 2016–dosud)
- Keeley Davis – kytara, doprovodné vokály (2016–dosud)

Dřívější
- Jim Ward – kytara, zpěv, klávesy (1993–1996, 1997–2001, 2012)
- Kenny Hopper – baskytara (1994–1995)
- Jarrett Wrenn – kytara (1994–1995)
- Adam Amparan – kytara (1996)
- Ben Rodriguez – kytara (1996–1997)
- Bernie Rincon – bicí (1994)
- Davy Simmons – bicí (1995)
- Ryan Sawyer – bicí (1996)

## Diskografie

### Studiová alba
- Acrobatic Tenement (1996) (Flipside)
- In/Casino/Out (1998) (Fearless)
- Relationship of Command (2000) (Grand Royal)
- In•ter a•li•a (2017) (Rise)

### EP
- Hell Paso (1994) (Western Breed)
- Alfaro Vive, Carajo! (1995) (Western Breed/Headquarter/Restart)
- El Gran Orgo (1997) (One Foot/Offtime)
- Vaya (1999) (Fearless)

### Singly
- „Rolodex Propaganda“ (2000)
- „One Armed Scissor“ (2000)
- „Rolodex Propaganda“ (2001)- At The Drive In featuring Iggy Pop
- „Invalid Litter Dept.“ (2001)

### Kompilace
- This Station Is Non-Operational (2005) (Fearless)

### Splity
- ATDI / Aasee Lake (1998) (Ghetto Defendant/Nerd Rock)
- ATDI / Sunshine (2000) (Big Wheel Recreation)
- ATDI / Burning Airlines (2000) (Thick Records)
- ATDI / The Murder City Devils (2000) (Buddyhead Records)